# Salon de Bruxelles de 1897
Le Salon de Bruxelles de 1897 est la trentième édition du Salon de Bruxelles, exposition périodique d'œuvres d'artistes vivants. Il a lieu en 1897, du 24 avril au 8 novembre. Ce salon est inclus dans l'enceinte de l'Exposition internationale de Bruxelles de 1897 et a lieu au Parc du Cinquantenaire.
Ce Salon est le vingt-deuxième organisé depuis l'Indépendance de la Belgique en 1831.

## Organisation
Le Salon de 1897 est organisé par la Commission de la première section des beaux-arts de l'Exposition internationale de Bruxelles de 1897. Le jury d'admission et de placement est nommé par un arrêté royal de 5 juillet 1896. Il est présidé par le duc d'Ursel, président de la Société des beaux-arts et comprend onze artistes belges.

## Contexte
Ce Salon est le vingt-deuxième organisé depuis l'Indépendance de la Belgique en 1831. Le Salon est inclus dans l'enceinte de l'Exposition internationale de Bruxelles de 1897 et a lieu dans le hall du Parc du Cinquantenaire.
La Salon de 1897 débute le 24 avril. Le prince Albert s'y rend le 9 mai 1897. Le lendemain, le roi Léopold II, en double deuil de famille (après les morts successives de sa cousine la duchesse d'Alençon dans l'incendie du Bazar de la Charité et de son oncle le duc d'Aumale) se rend à l'exposition des beaux-arts après la cérémonie d'ouverture officielle de l'Exposition internationale par Émile De Mot, bourgmestre de Bruxelles, afin de visiter le Salon.

## Catalogue

### Données générales
Alors que le Salon de 1893 comprenait près de 1247 numéros, l'édition de 1897 en propose 2580. Six sections sont réparties entre 36 salles : Belgique (11), Grande-Bretagne (7), France (11), Pays-Bas (4), Italie (1) et section internationale (1). Les envois des États-Unis sont annulés en raison de la défection des artistes.
Les sections exposent le nombre d'objets (peinture, sculpture, gravure, dessin, architecture) suivants :
- Belgique : 781, dont 503 peintures ;
- Grande-Bretagne : 614, dont 204 peintures ;
- France : 787, dont 406 peintures ;
- Pays-Bas : 225 peintures ;
- Italie : 69 peintures ;
- Section internationale : 104 peintures, gravures et sculptures.

La section des beaux-arts offre, par la comparaison entre les écoles en lutte, un grand intérêt avivé par la disposition intelligente des œuvres dans un espace suffisant. Quelque 900 œuvres ont été refusées par le jury des admissions, tandis que plusieurs peintres de renom se sont abstenus : Alfred Stevens, Xavier Mellery ou encore Anna Boch. Le jury de placement a tenté de grouper autant que possible les œuvres d'un même peintre ou celles de même tendance.

### Section de peinture belge
Les peintures, aquarelles, gravures et dessins des artistes belges sont mises en valeur dans la galerie centrale et dans dix salles,.

#### Galerie centrale (sélection de peintures)
Dans la galerie centrale, sont notamment exposés La Récolte des betteraves d'Émile Claus, L'Aube d'Alphonse Asselbergs, Incendie en Campine par Henri Van der Hecht, Vieille place en Flandre de Victor Gilsoul, Vieux canal à Gand d'Alexandre Marcette, La Procession du 15 août à Heist-sur-Mer du défunt Jan Verhas, de même que deux tableaux de James Ensor : Pouilleux indisposé se chauffant et une nature morte intitulée Viandes.

#### Galerie d'œuvres exposées au Salon de Bruxelles de 1897 - Section belge (galerie)

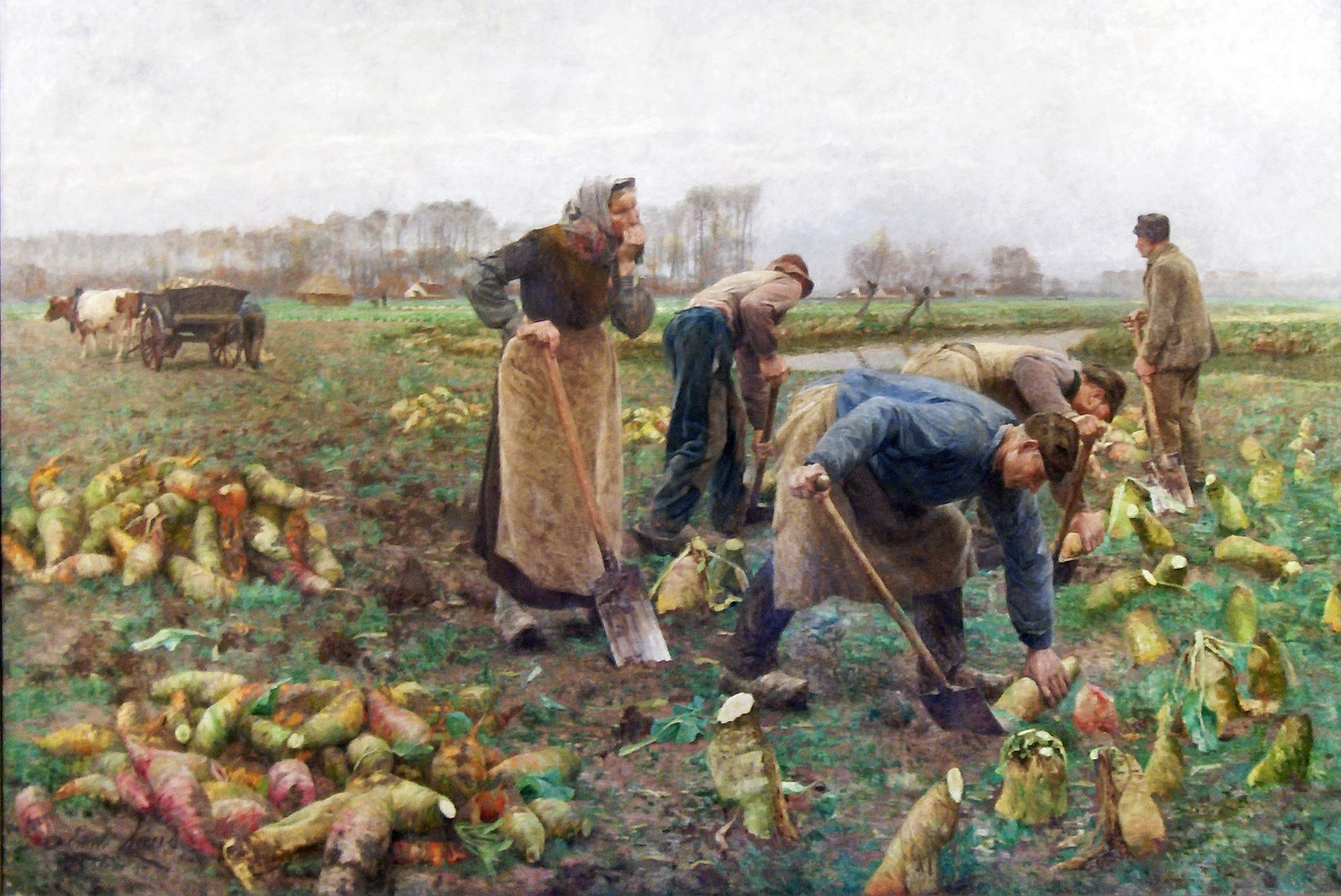
Émile Claus, La Récolte des betteraves (1890).
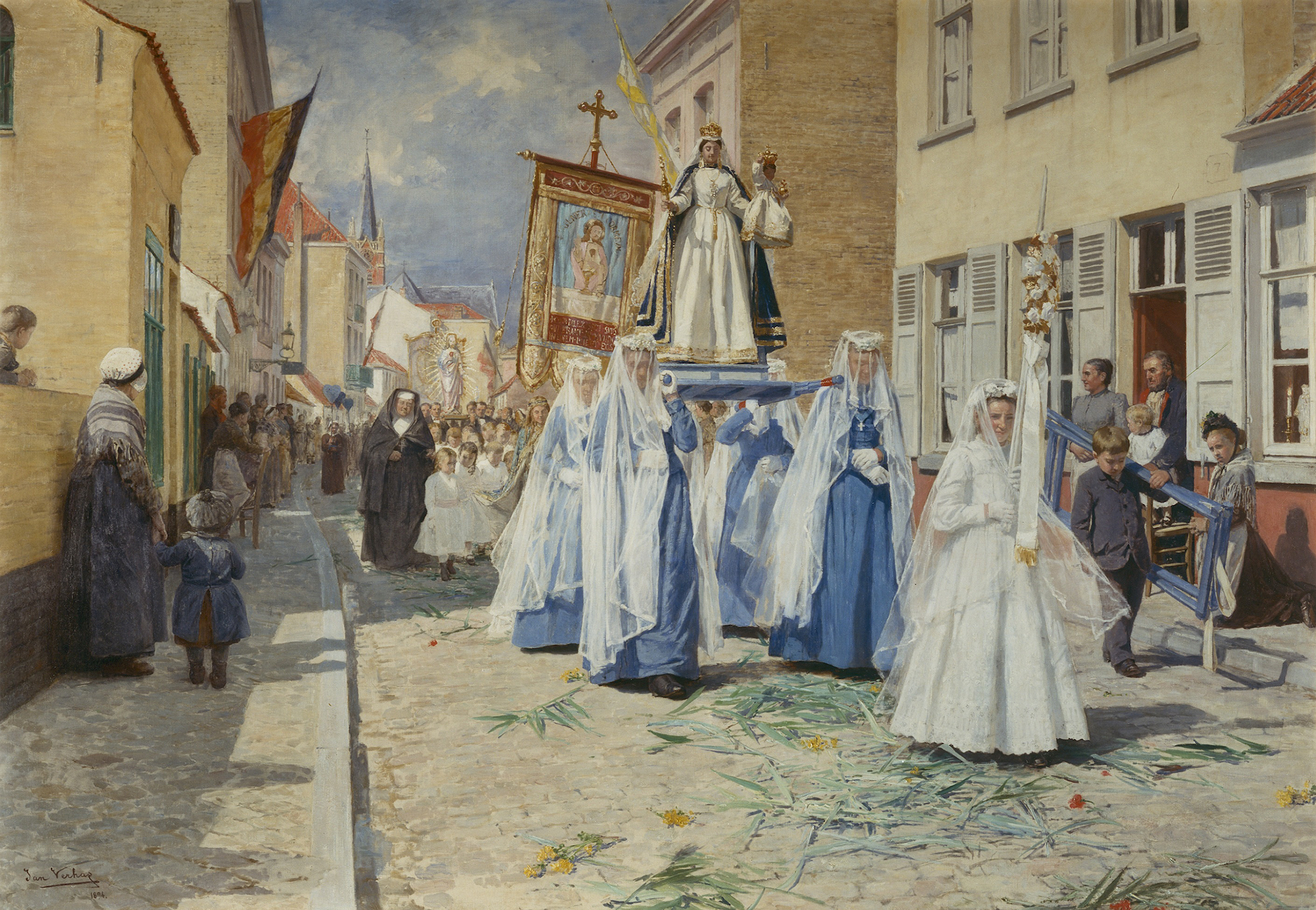
Jan Verhas, La Procession du 15 août à Heist-sur-Mer (1894).
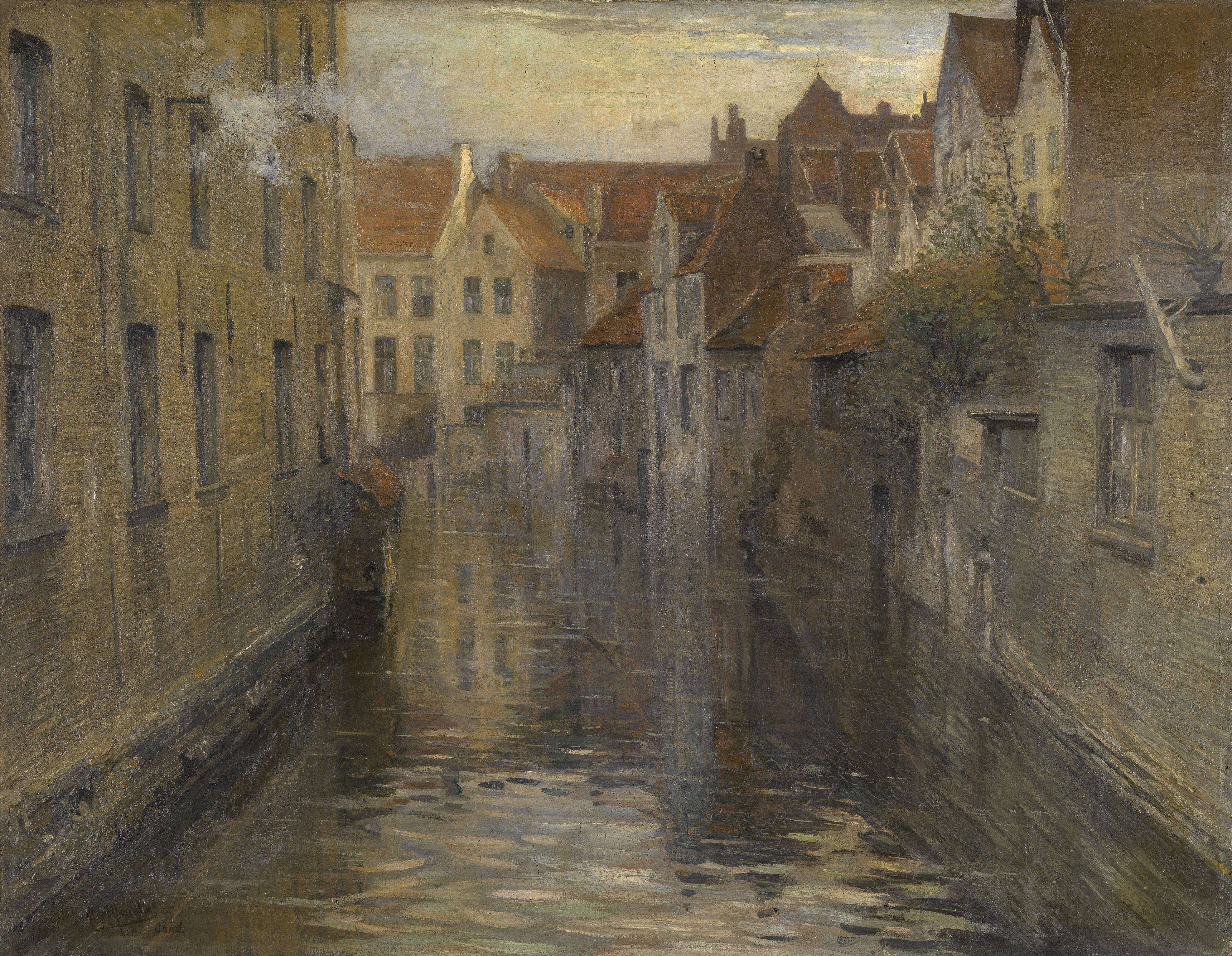
Alexandre Marcette, Vieux canal à Gand (vers 1897).

#### Salles (sélection de peintures)
Les œuvres des exposants belges sont réparties dans dix salles :
- Salle 1 - Salle moderne : Les Âges de l'ouvrier de Léon Frédéric, Les Émigrants d'Eugène Laermans, …
- Salle 2 : L'Initiation de Jef Leempoels, Portrait équestre de Léon Abry, …
- Salle 3 - Tableaux de lumière : Soleil d'arrière saison d'Émile Claus, Les Pavots de Juliette Wytsman, …
- Salle 4 - Salle Wauters : douze œuvres d'Émile Wauters, dont des portraits, ainsi que Le Charmeur de serpents, …
- Salle 5 - Embouchure de l'Escaut d'Alfred Verwée, Première neige de Franz Courtens, …
- Salle 6 - Bords du vieil Escaut d'Euphrosine Beernaert, Ardenne de Frans Binjé, Clairière d'Isidore Verheyden, Dans les dunes d'Edgard Farasyn, …
- Salle 7 - Dimanche matin sur la digue de Frans Van Leemputten, La Campine en hiver de Florent Crabeels, Paysage d'Alfred Verhaeren, …
- Salle 8 - Soirée de juillet de Théodore Verstraete, Massacre des innocents de Pierre Jean Van der Ouderaa, …
- Salles 16 et 17 - Genres secondaires : Le Taureau d'Alfred Verwée, Mort mystique d'un théologien (dessin) de James Ensor, …

#### Galerie d'œuvres exposées au Salon de Bruxelles de 1897 - Section belge (salles)

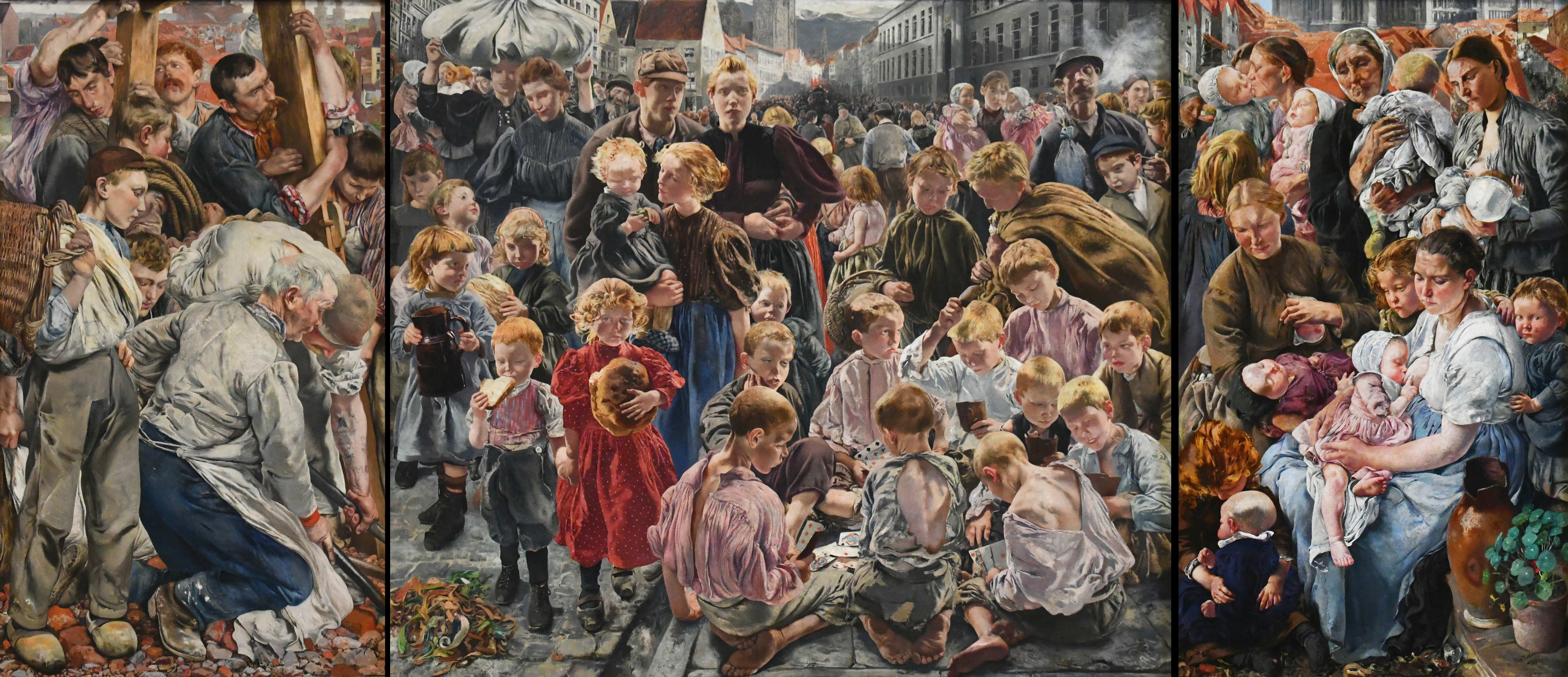
Léon Frédéric, Les Âges de l'ouvrier (1895-1897).
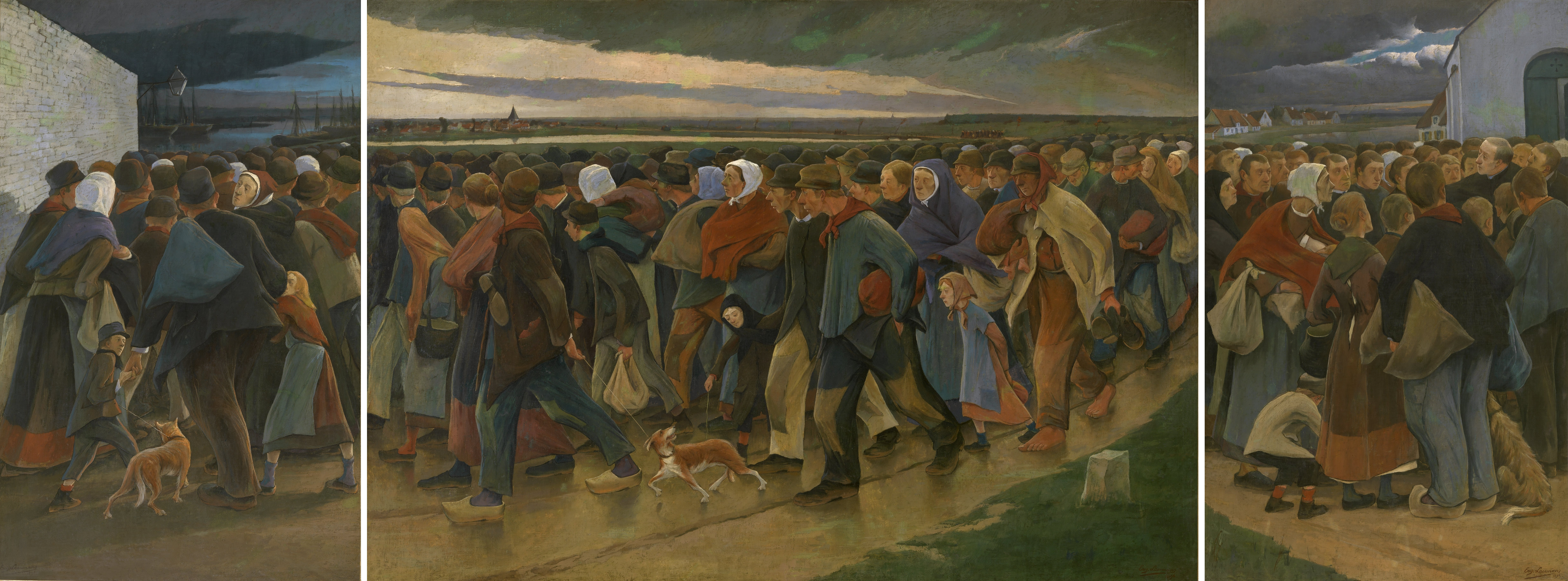
Eugène Laermans, Les Émigrants (1896).
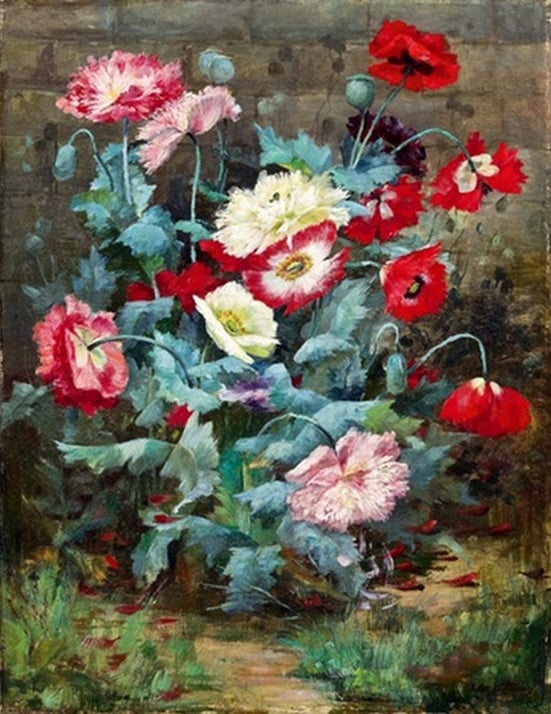
Juliette Wytsman, Les Pavots.
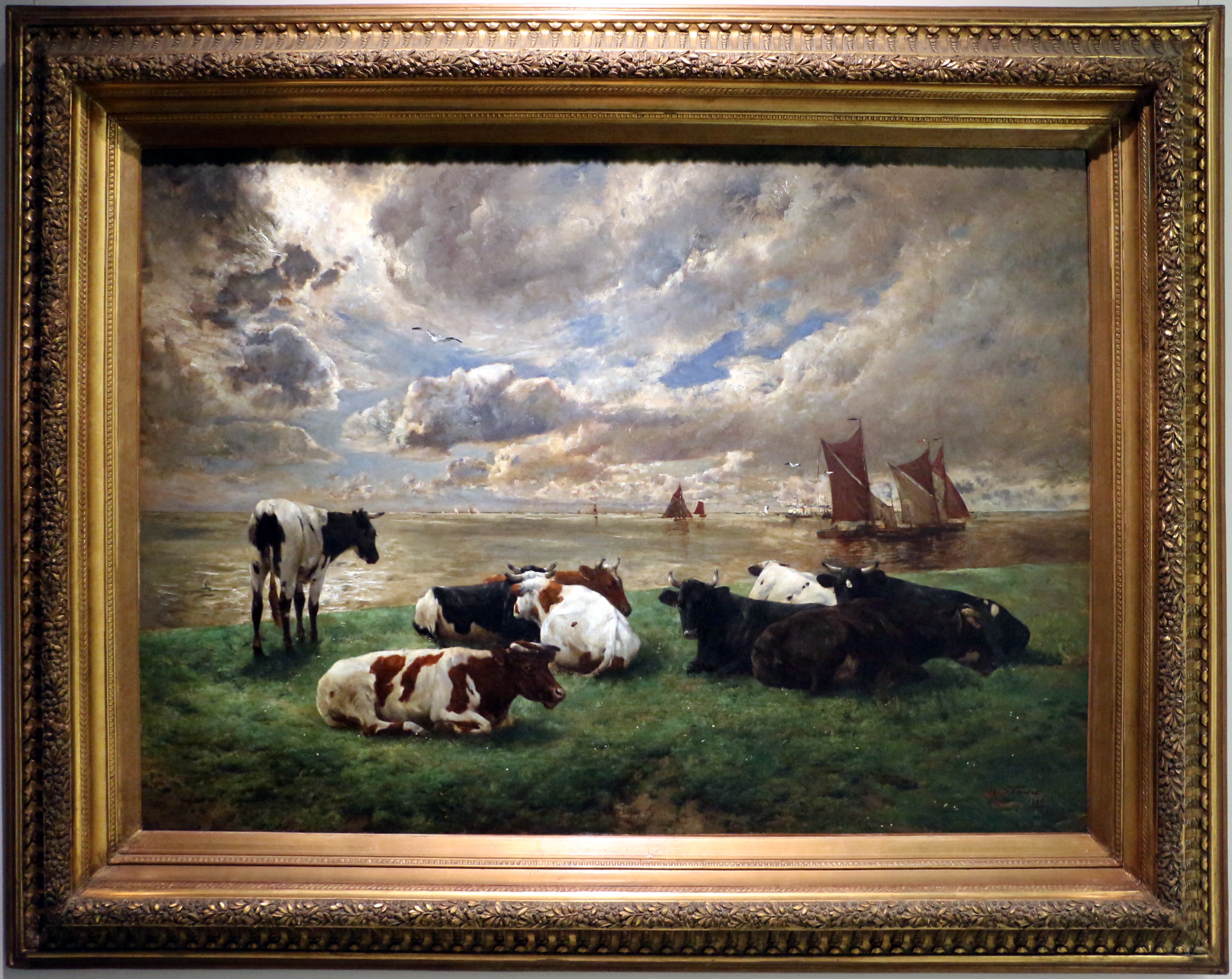
Alfred Verwée, Embouchure de l'Escaut.

### Section de peinture anglaise
Les artistes anglais sont présents dans sept salles. Son exposition possède de la tenue, une élévation qui donnent l'impression d'un art noble, raffiné et surtout très personnel. Certains d'entre eux tentent de se moderniser en imitant l'école françaisedix salles,.
- Salle 9 : Ceux qui ont fait ma maison de Hubert von Herkomer, Venise de Frank Brangwyn, …
- Salle 10 : La Roue de la Fortune de Edward Burne-Jones, Corinne de Tanagra de Frederic Leighton, …
- Salle 11 : Portrait de madame Luke Fildes de Luke Fildes, La Visite de Charles II à Saint-Paul, de John Seymour Lucas, …
- Salle 12 : Le Nil, aquarelle de Frederick Goodall, Mariana in the South de John William Waterhouse, …
- Salle 13 : Portrait de Walter Crane de George Frederic Watts, Les Îles des Sirènes de John Brett, …
- Salle 14 : Le Verger d'Alfred Parsons, Pèlerins de La Mecque retournant au Caire de Carl Haag, …
- Salle 15 : Douze dessins illustrant Pride and Prejudice de Hugh Thomson, huit dessins de William Biscombe Gardner, …

### Section de peinture française
L'Exposition de 1897 coïncide avec les grands salons parisiens : le Salon des artistes français (du 20 avril au 8 juin 1897) et le Salon du Champ-de-Mars 24 avril au 30 juin 1897). Les peintres français sont dès lors moins bien représentés dans les neuf salles et dans la galerie centrale du Salon de Bruxelles qui leur sont réservées, même s'ils ont envoyé 406 tableaux, :
- Salle 27 : Les Victimes du devoir d'Édouard Detaille, Ravin touffu, derniers rayons de Henri Biva, Le Petit mitron de Joseph Bail, …
- Salle 28 : Portrait d'Ambroise Thomas par Marcel Baschet, Sur La Tamise de Ferdinand Gueldry, …
- Salle 29 : Le Christ au linceul de Jean-Jacques Henner, Les Prés dans le Jura d'Auguste Pointelin, Le Miracle de Claudia Quinta de Louis Hector Leroux, …
- Salle 30 : Une leçon sur le terrain (Les Escrimeurs) de Frédéric Régamey, La Forêt de Fontainebleau de Félix de Vuillefroy-Cassini, …
- Salle 31 : Vieux pêcheur de Charles Cottet, Phœbé de Madeleine Lemaire, La Neige aux fortifications de René Billotte, Bateau grec à Cassis de Henri Paillard, …
- Salle 32 : Portrait de M. François Coppée de Louis Édouard Fournier, La Muse verte d'Albert Maignan, L'Île Maïre, environs de Marseille de Jean-Baptiste Olive, —
- Salle 33 : Le Dernier cri de Jésus de Jean Brunet, La Terre promise d'Adrien Demont, Le Berger et la mer de Paul Vayson, …
- Salle 34 : Portrait de la princesse Marie Cantacuzène de Pierre Puvis de Chavannes, Ronde au clair de lune de Henri Le Sidaner, L'Homme des champs, d'Aimé Perret, …
- Salle 35 : Poneys harcelés par des mouches de Albert Besnard, Le Bonnet d'âne à la classe de l'opéra (pastel) de Albert-Ernest Carrier-Belleuse, —
- Galerie centrale : La Vallée de Sallanches et le Mont-blanc d'Albert Rigolot, Marseille de Raymond Allègre, La jetée de Dieppe, tempête d'Élodie La Villette, Les Filles d'Atlas de Paul Leroy, Brouillards du matin de Lucien Simonnet, L'Heure des aveux de Henri Duhem, Un poète de Paul Flandrin, …

### Section de peinture hollandaise
Trois salles proposent des peintures d'artistes des Pays-Bas, des paysages, des marines, des peintures animalières, :
- Salle 20 : Un départ de barques de Hendrik Willem Mesdag, Amphitrite de Ferdinand Leenhoff, …
- Salle 21 : Un travailleur de Jozef Israëls, Pâturage hollandais de Willem Roelofs, …
- Salle 22 : Le Moulin de la ville de Jacob Maris, Paysage hollandais et Dans les Polders d'Adrianus van Everdingen, …

### Section de peinture italienne
L'école italienne moderne est peu représentée : seuls 35 artistes exposent leurs peintures dans la salle 19, dont : Angiolo Achini, Leopoldo Burlando, Cesare Dell'Acqua, Raffaele Faccioli, Giovacchino Gamberini, Francesco Mancini, et Pompeo Mariani,.

### Section internationale
La salle 26 expose 104 peintures, gravures et sculptures d'artistes de diverses nationalités, tels : Dionisio Baixeras Verdaguer, Juan Brull Viñoles, Ramon Casas (Espagne), Anton Stockmann, Joseph Clemens Kaufmann et Louis Saugy (Suisse), Max Schlichting (Allemagne), Friedrich Ferdinand Koch (Autriche), George Pontin (Australie), ou encore Aleksander Sochaczewski et Albert Taljański (Pologne).

#### Galerie d'œuvres exposées au Salon de Bruxelles de 1897 - Sections étrangères (salles)

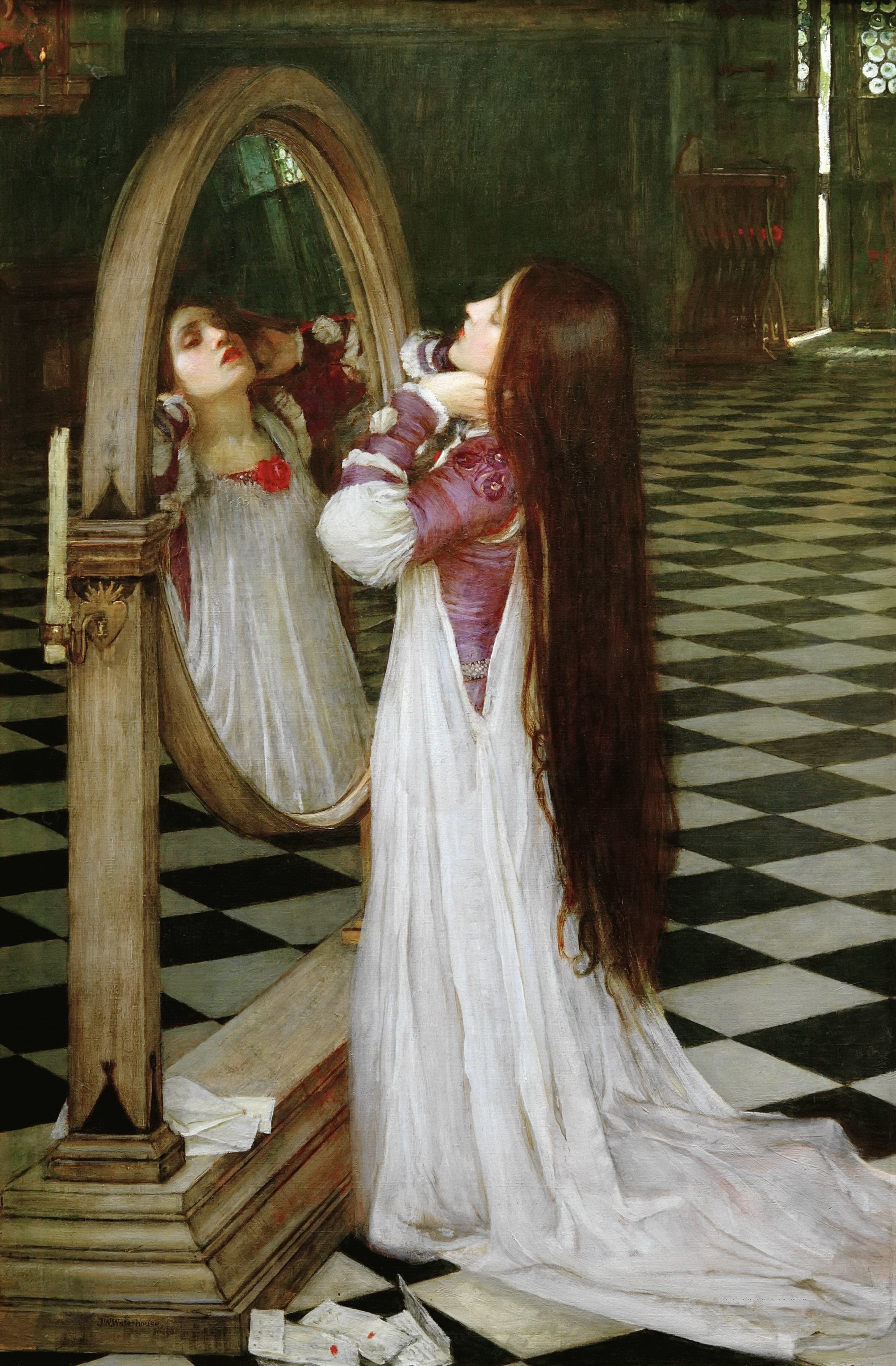
John William Waterhouse, Mariana in the South (1897).
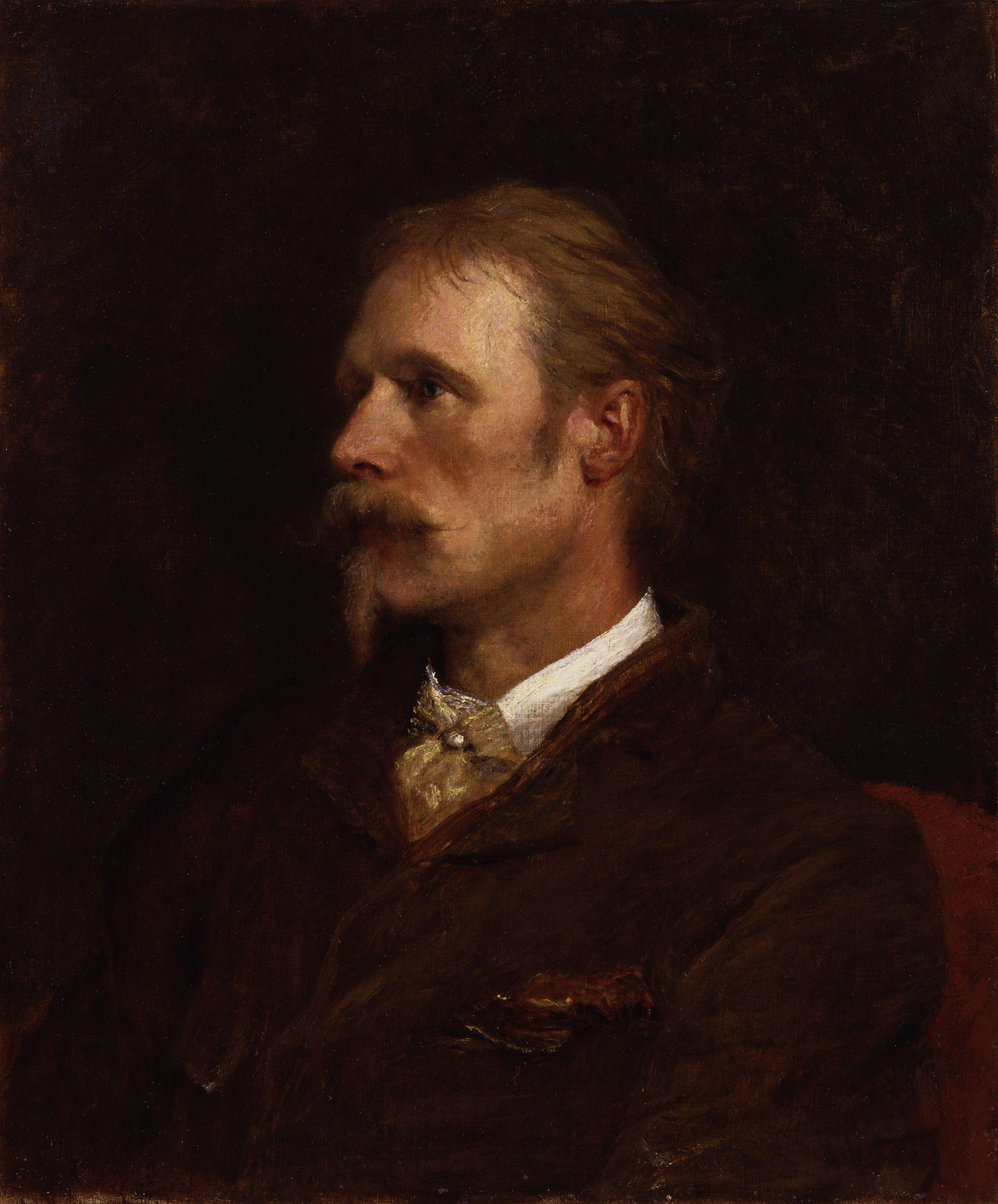
George Frederic Watts, Portrait de  Walter Crane (1891).
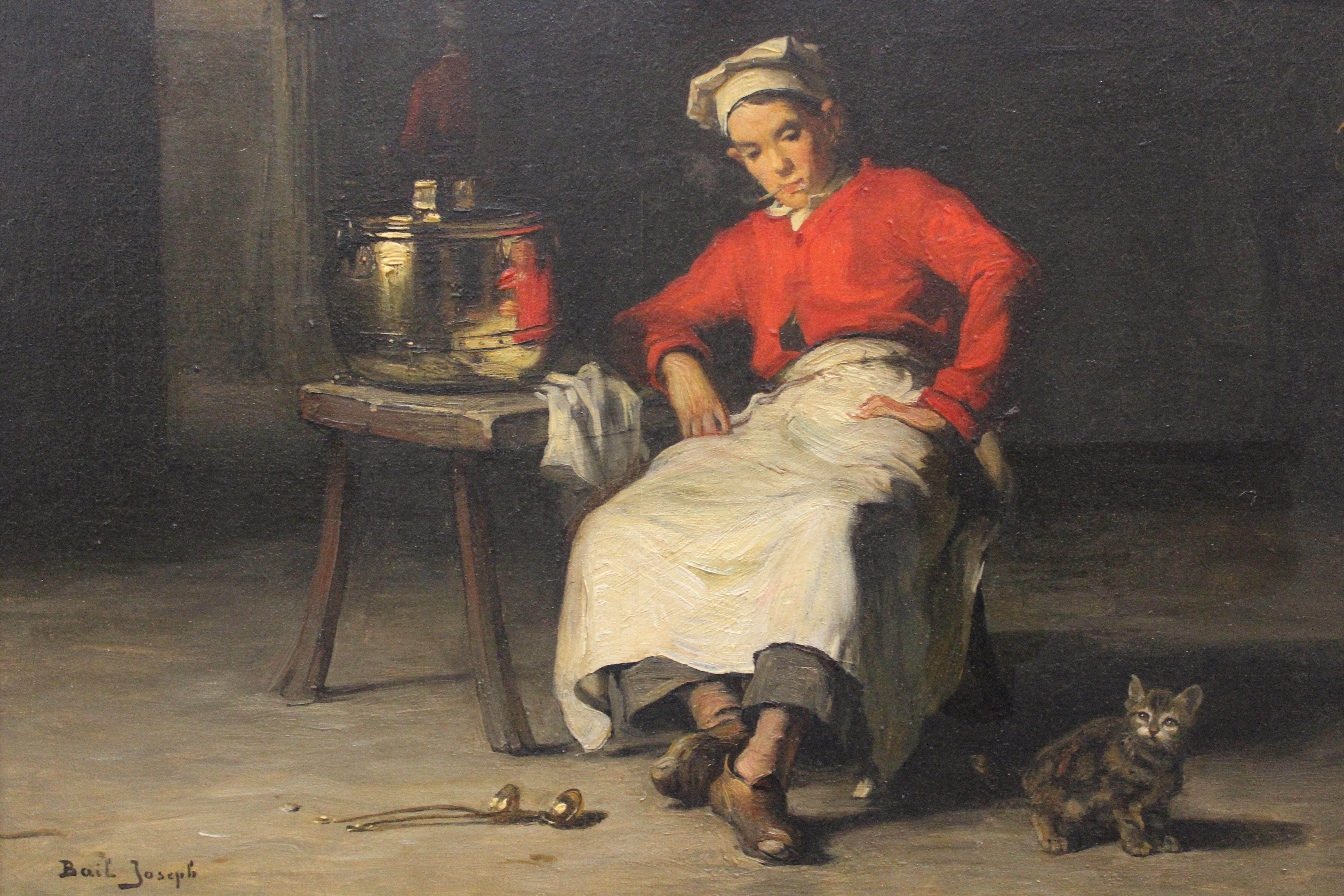
Joseph Bail, Le Petit mitron.
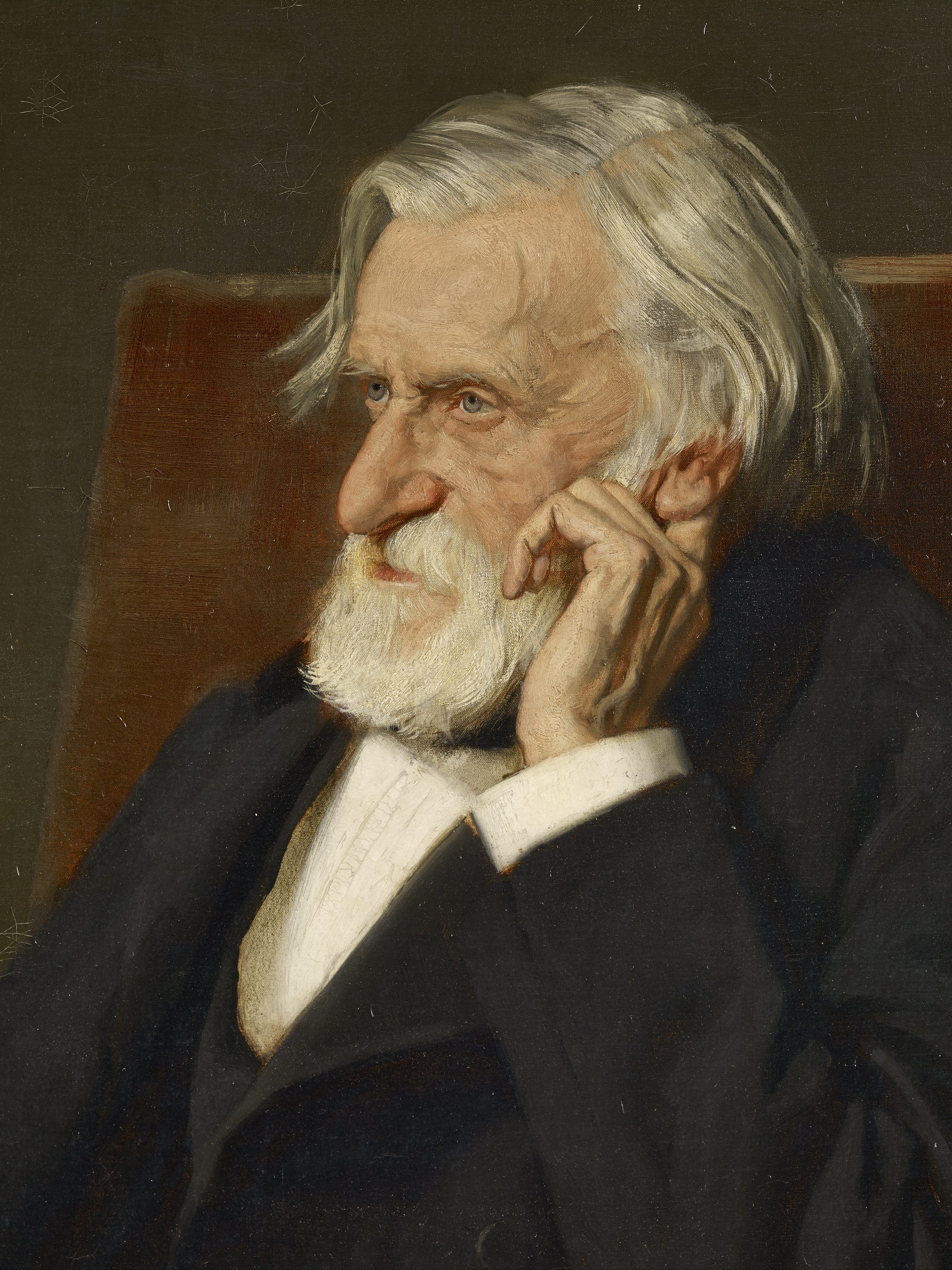
Marcel Baschet, Portrait d'Ambroise Thomas (1895).
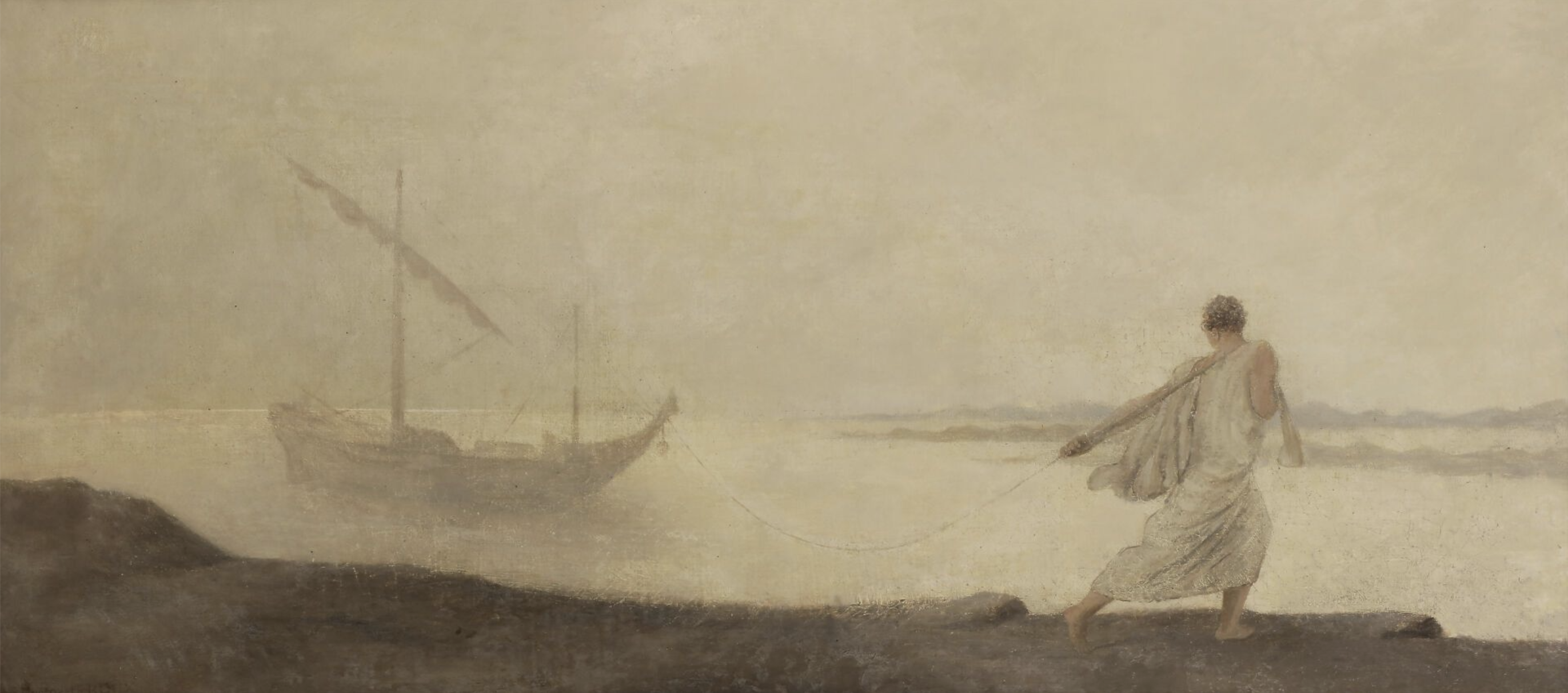
Louis Hector Leroux, Le Miracle de Claudia Quinta.
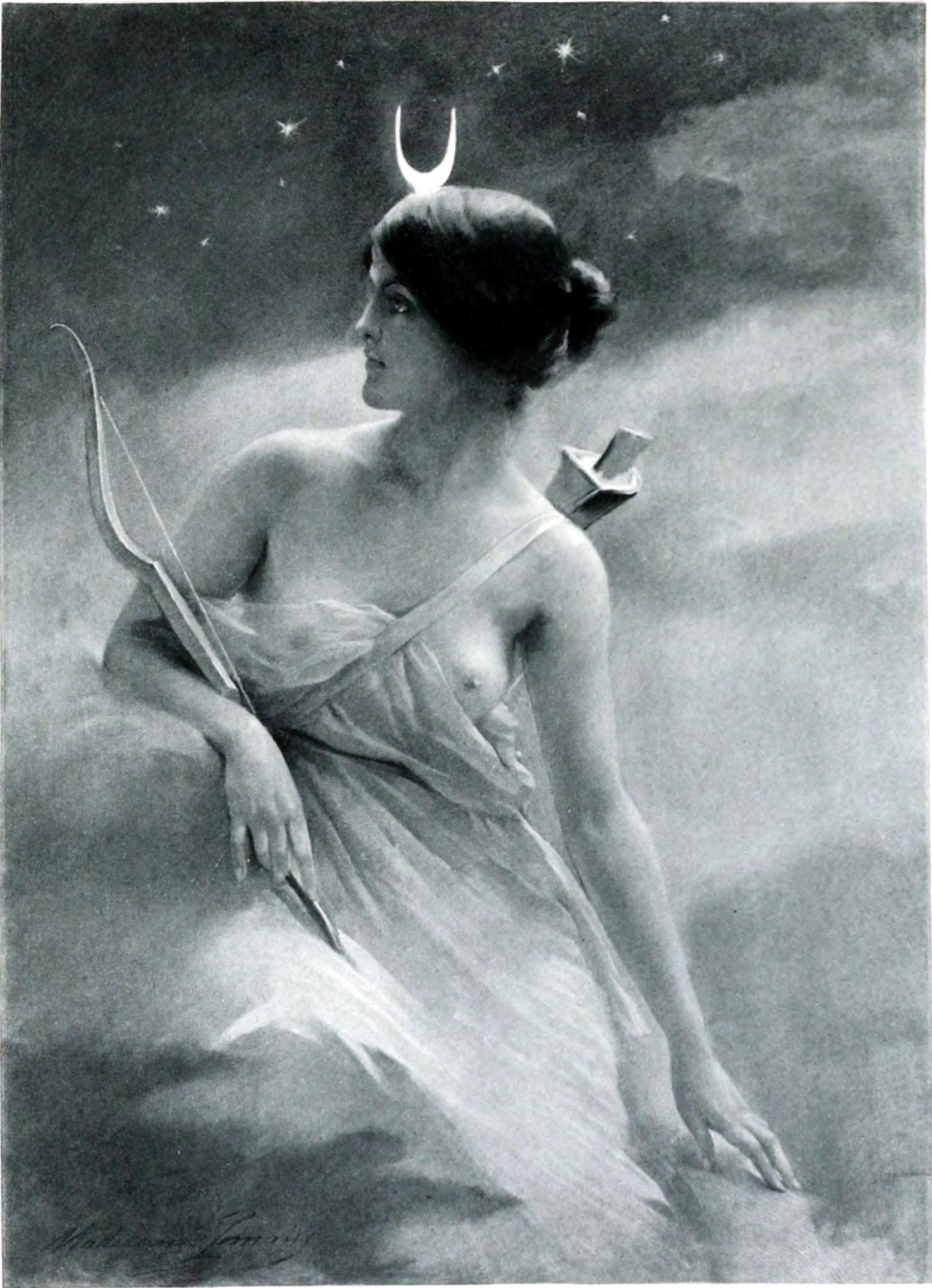
Madeleine Lemaire, Phœbé (1896).
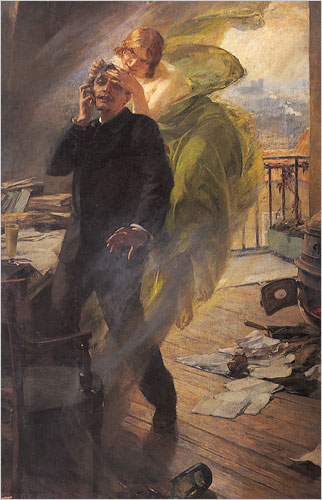
Albert Maignan, La Muse verte (1895).
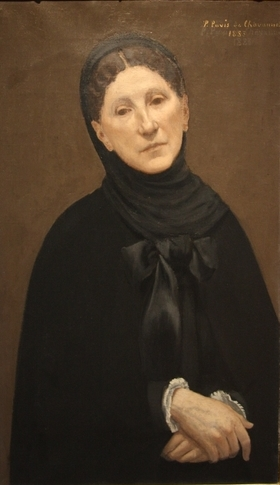
Pierre Puvis de Chavannes, Portrait de la princesse Marie Cantacuzène (1883).

### Sculpture des six sections
La sculpture belge n'est pas représentée de manière très imposante. Dans la galerie centrale, le groupe en bronze, commandé par le roi, de Thomas Vinçotte et intitulé Monument à Jean-Servais Stas est destiné à orner le parc du palais des Académies de Bruxelles. Jef Lambeaux expose cinq œuvres, dont : Les Lutteurs, un bronze d'enlacement souple et nerveux, avec un mouvement hardi et plein d'action. Au centre de la grande galerie centrale, trône une Nymphe, une fontaine modelée avec délicatesse et fermeté de Charles Samuel. Elle est entourée, dans la partie gauche de sa salle de : Ananké, un groupe en plâtre d'Hippolyte Leroy, un peu gracile, Les Suppliciés de Victor De Haen, Esclave à l'agonie, dans une extension convulsive plus hardie qu'harmonieuse  de Paul Nocquet, La Terre de Louis Mascré et Mater Dolorosa, un groupe en plâtre de Constantin Meunier, le maître qui marche de plus en plus vers l'expression de la ligne idéale. Dans la partie droite de la salle, un Buste de M.V., bon marbre de Louis Samain, plusieurs œuvres de Jules Lagae (Expiation, L'Abandonnée, des bustes), Désillusion de Jules Herbays, Saint Sébastien d'André Cluysenaar, Une Énigme d'Albert Desenfans, L'Esclave de Jean Cuypers, le Monument de mgr de Haerne de Paul De Vigne et Misère de Guillaume Charlier.
Les envois français n'ont qu'une importance relative, la préoccupation du nu s'affirme, à l'instar des peintres, chez les sculpteurs. Quatre statues servent en quelque sorte de portique au carré français : Diane tirant à l'arc d'Alfred-Désiré Lanson, Psyché de Jean Coulon, Baigneuse de Barral et Amphitrite d'Eugène Deplechin. L'un des morceaux les plus intéressants est le Tombeau d'Albert Bartholomé. Suivant l'usage, il existe également quelques académies traditionnelles, telles que des agonies d'esclaves ou autres sujets analogues : La Muse de la Source, fontaine de ligne pure et froide de Jean-Baptiste Hugues, ou encore un Buste de Choiseul de Henri Allouard.
Quelques rares morceaux de sculpture anglaise sont réunis dans la salle 9 : Caprice, modèle de souplesse et d'élégance de George Frampton, La Femme aux sangliers, d'un beau caractère d'Alfred Drury, de même qu'un choix très attrayant de statuettes pleines d'originalité et de mordant. Seules vingt sculptures de l'école italienne sont représentées par quinze artistes, dont Coquetterie, marbre de Serafino Ramazzotti et Buste du roi Victor-Emmanuel II, modèle en plâtre d'Antonio Dal Zotto.

### Sélection de sculptures au Salon de Bruxelles de 1897

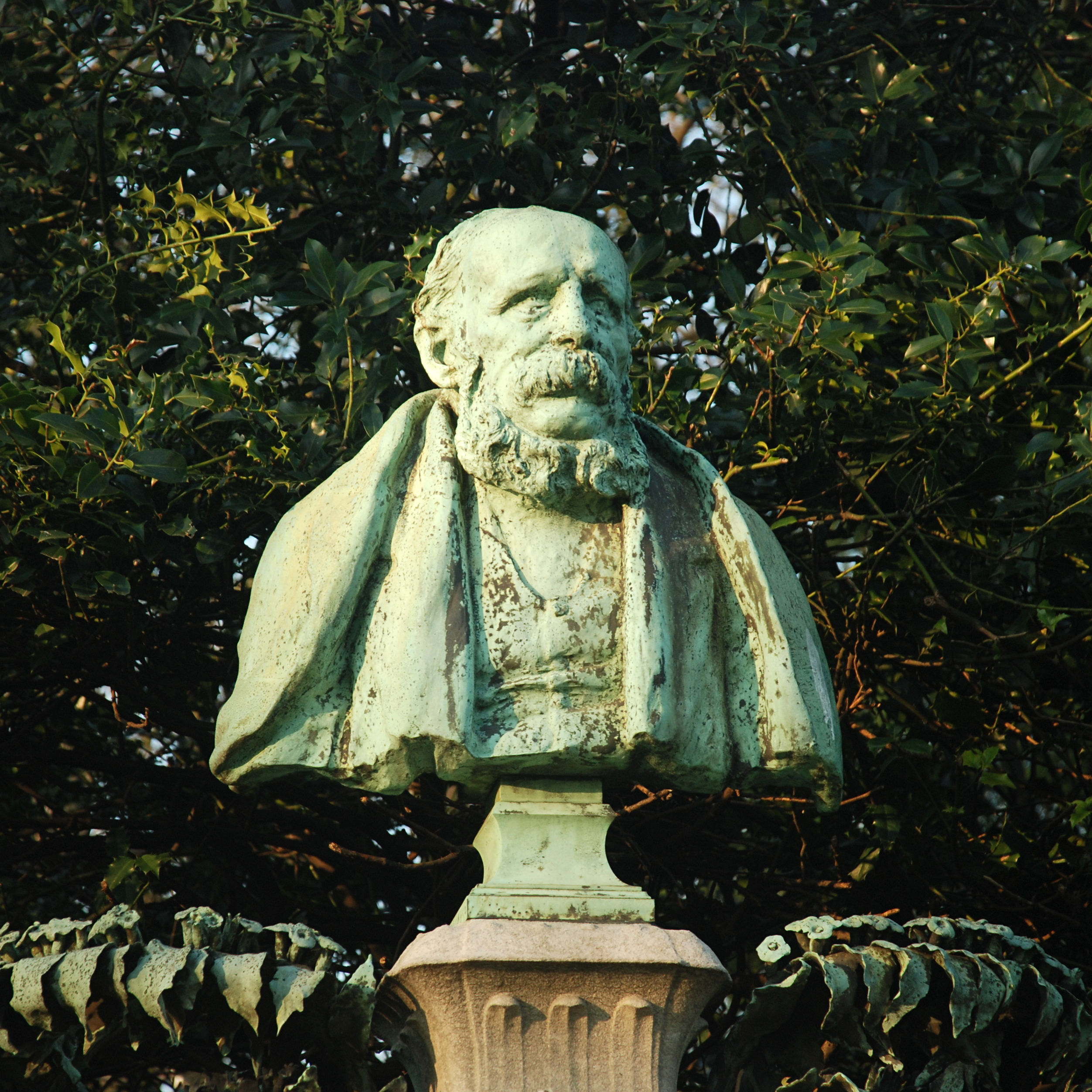
Thomas Vinçotte, Monument à Jean-Servais Stas (palais des Académies, 1897).
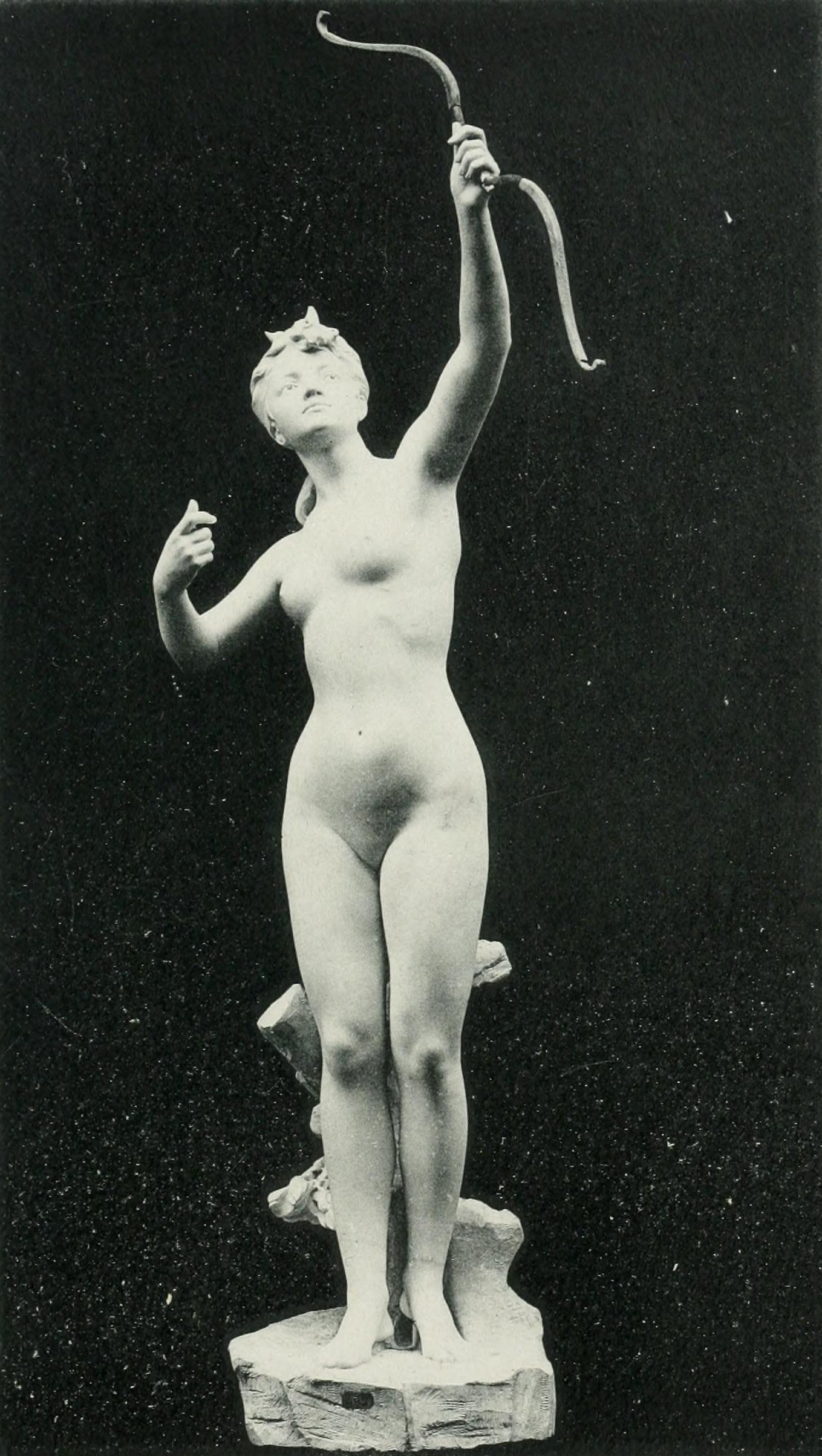
Alfred-Désiré Lanson, Diane tirant à l'arc.
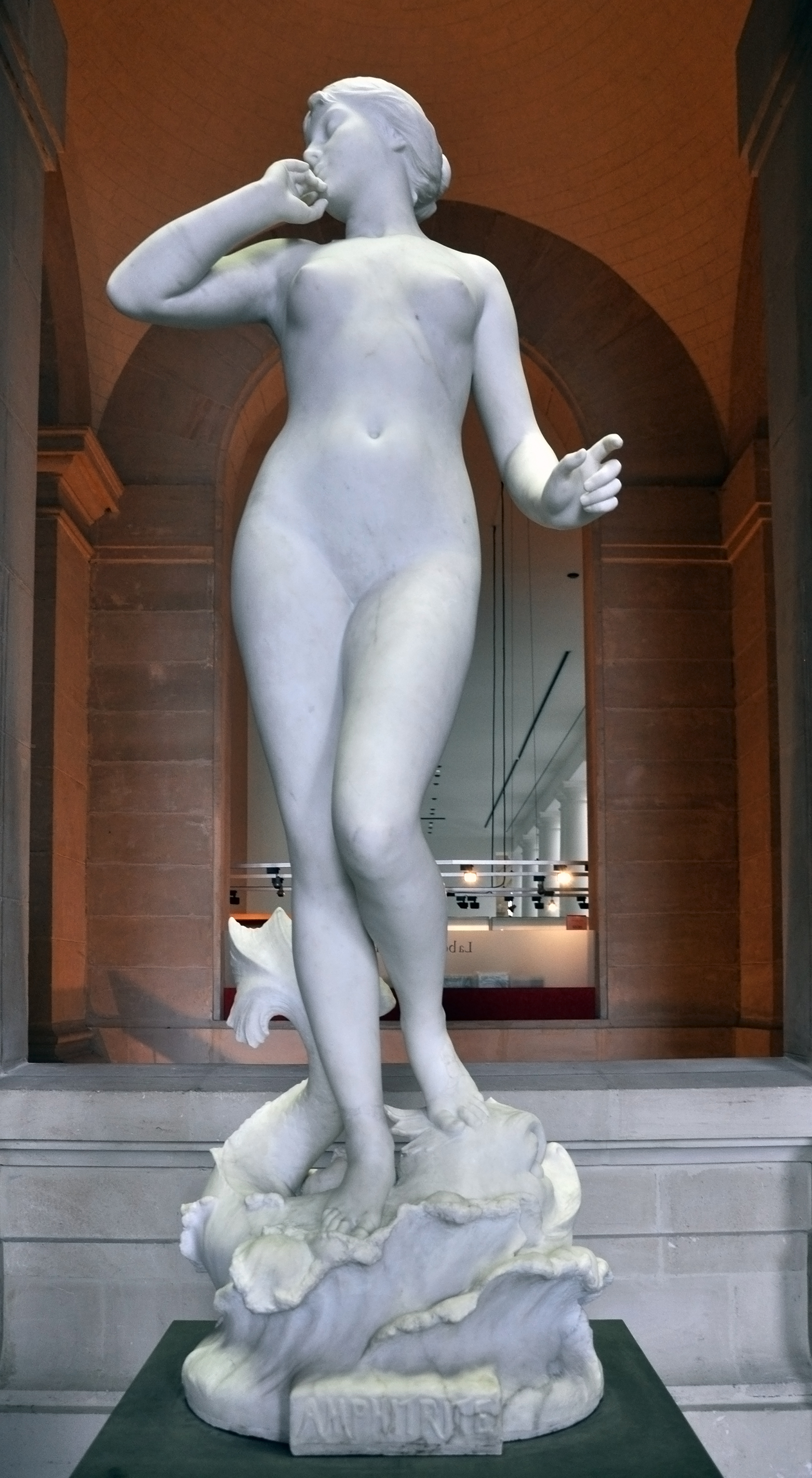
Eugène Deplechin, Amphitrite.
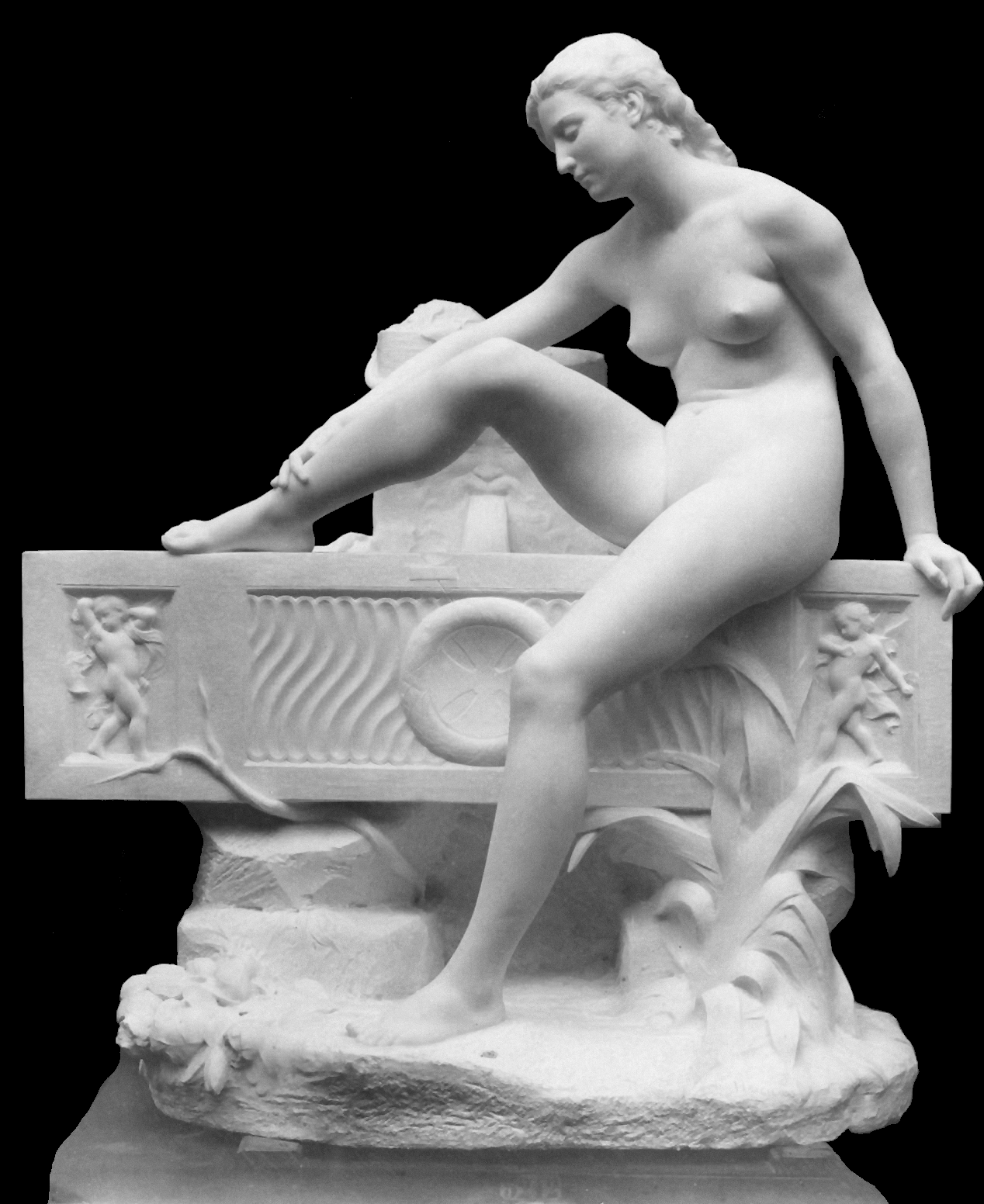
Jean-Baptiste Hugues, La Muse de la Source (1893).

### Catalogue
- Exposition Internationale de Bruxelles 1897. Beaux-Arts. Catalogue général, Bruxelles, Ed. Lyon-Claesen, 1897, 194 p. (lire en ligne).